# Anisodes festiva
Anisodes festiva är en fjärilsart som beskrevs av W. Warren 1906. Anisodes festiva ingår i släktet Anisodes och familjen mätare. Inga underarter finns listade i Catalogue of Life.